# Suikerbosrand Nature Reserve

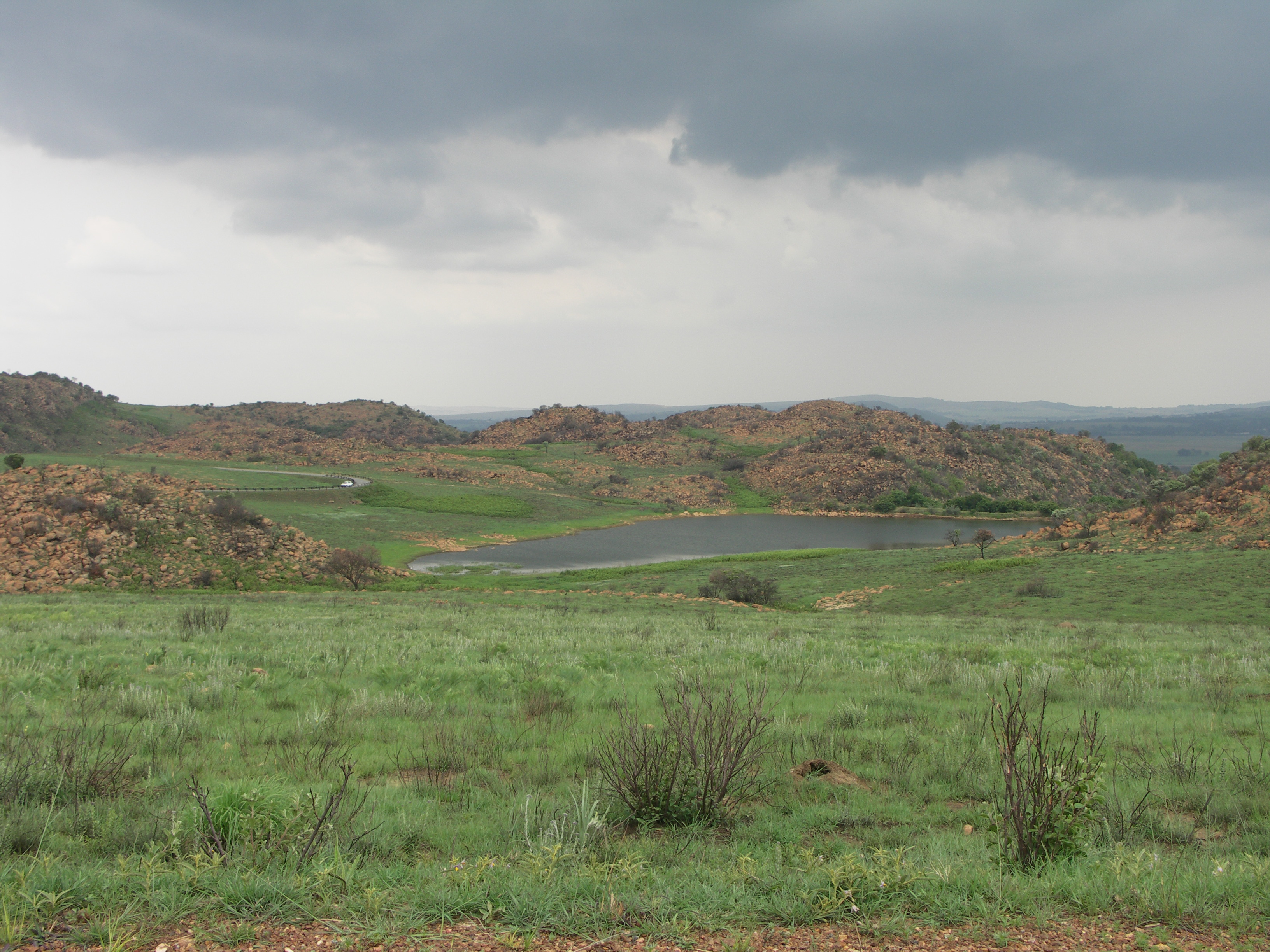
Suikerbosrand Nature Reserve

Der Suikerbosrand Nature Reserve ist ein Naturschutzgebiet in Südafrika in der Provinz Gauteng südlich von Johannesburg nahe der Stadt Heidelberg, mit einer Größe von 133,37 Quadratkilometern. Es wurde ab 1970 eingerichtet und am 27. März 1974 zum Naturschutzgebiet erklärt.
Benannt wurde das Naturschutzgebiet nach dem Suikerbos (Zuckerbusch) in Transvaal, Protea caffra.  
Der niedrigste Punkt des Gebietes liegt auf 1545 m Höhe. Es umfasst mit dem Suikerbosrand (Höhe: 1917 m) eine der höchsten Erhebungen in weitem Umfeld.

## Flora und Fauna
Das Gebiet bewahrt die Flora und Fauna vom Grasland des Highvelds, insbesondere des felsigen Witwatersrand.
- Fauna: 
  - etwa 24 Großtierarten – unter anderem Zebras, Antilopen, Gnus; Hyänen
  - etwa 200 Vogelarten
- Flora: etwa 740 Pflanzenarten; unter den größeren Pflanzenarten sind unter anderem Celtis africana, der Highveld Cabbage Tree (Cussonia paniculata), verschiedene Akazien und Protea caffra zu nennen.

## Tourismus
Das Suikerbosrand Nature Reserve liegt nahe der National Route 3. Im Zentrum des Gebietes befindet sich eine Anlage mit Übernachtungsmöglichkeiten, Campingplätzen sowie Picknick- und Grillplätzen. Das Gebiet erschließt sich über 66 km Wanderwege/Fahrradwege und eine als Einbahnstraße/Rundkurs ausgebaute Straße von 60 km Länge.